# Моріс Бежар

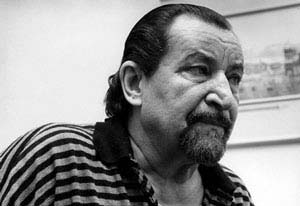
Моріс Бежар (1988)

Морі́с Бежа́р (фр. Maurice Béjart, справжнє ім'я — Моріс-Жан Берже, фр. Maurice-Jean Berger; 1 січня 1927, Марсель, Франція — 22 листопада 2007 Лозанна) — французький хореограф та реформатор балету.

## Біографічні відомості
Моріс Бежар (справжнє прізвище — Берже) народився 1 січня 1927 року в Марселі. Він вивчав хореографію в Парижі та Лондоні. Псевдонім він запозичив у дружини драматурга Мольєра — Арманди Бежар.
«Майстер балету» Моріс Бежар виступав на сцені з 1948 року, а з початку 1950-х років ставив спектаклі, відомі по всьому світу. 1951 поставив свій перший балет (у Стокгольмі, в співавторстві з Біргит Куллберг). У 1954 заснував компанію Ballet de l'Etoile, в 1960 — Ballet du XXe Siècle у Брюсселі. Чуттєву стилістику Бежара у Франції 1950-х років не сприйняли, і він багато працював в інших європейських країнах. Його перший сценічний тріумф відбувся в Брюсселі 1959 року, коли він поставив там «Весну священну» на музику Ігоря Стравінського.
Бежар створив і поставив понад сто балетів, написав п'ять книг. З 1994 року Моріс Бежар був обраний до Французької академії. Останні два десятиліття життя Бежар був керівником «Лозаннського Балету Бежара» (Bejart Ballet Lausanne).
З 21 по 23 вересня 1999 року в Національному палаці «Україна» в Україні були представлені найкращі спектаклі трупи — «Жар-птиця», «Бароко Бельканто» (костюми Джанні Версаче), «Болеро», гала-концерт та світова прем'єра балету «Шинель» за мотивами повісті М. В. Гоголя.
З Бежаром мали за честь працювати всі світові зірки, зокрема Сільві Гійом, Михайло Баришніков, Рудольф Нурієв, Хорхе Донн. Довгі роки співпраці зв'язують Моріса Бежара з видатною балериною Майєю Плісецькою. Він поставив для неї балет «Айседора», а також декілька сольних концертних номерів для її виступів. Найвідоміші серед них «Видіння троянди» і «Аве, Майя». Музику для його вистав писали П'єр Булєз і Ніно Рота. Джанні Версаче робив для танцівників Бежара костюми. Трупа Bejart Ballet об'їздила зі своїми спектаклями весь світ. Найбільші сучасні постановники переконані, що Моріс Бежар був найважливішою людиною в історії танцю в XX столітті.
Естетичних заборон для майстра не існувало, як і «небалетних» тем. У його версії «Лускунчика» діяли персонажі з дитинства Бежара аж до улюбленої каруселі й улюбленого кота. Він узагалі до останніх днів залишався великою дитиною, попри цілком дорослі особливості існування у професії та в особистому житті.

## Особисте життя
Бежар у зрілому віці прийняв іслам шиїтського штибу і був, про що сам відверто пише у спогадах, гомосексуалом.

## Постановки
- 1955 — Symphonie pour un homme seul (Париж)
- 1957 — Sonate à trois (Ессен)
- 1958 — Orphée (Льєж)
- 1959 — Le Sacre du printemps (Брюссель)
- 1961 — Boléro(Брюссель)
- 1964 — IX Symphonie (Брюссель)
- 1966 — Roméo et Juliette (Брюссель)
- 1967 — Messe pour le temps présent (Авіньйон)
- 1968 — Bhakti (Авіньйон)
- 1972 — Nijinski, clown de Dieu (Брюссель)
- 1975 — Pli selon pli (Брюссель)
- 1975 — Notre Faust (Брюссель)
- 1977 — Petrouchka (Брюссель)
- 1980 — Eros Thanatos (Афіни)
- 1982 — Wien, Wien, nur du allein (Брюссель)
- 1983 — Messe pour le temps futur (Брюссель)
- 1987 — Souvenir de Léningrad (Лозанна)
- 1988 — Piaf (Токіо)
- 1989 — 1789… et nous (Париж)
- 1990 — Pyramide (Каїр)
- 1991 — Tod in Wien (Відень)
- 1992 — La Nuit (Лозанна)
- 1993 — M (Токіо)
- 1995 — À propos de Shéhérazade (Берлін)
- 1997 — Le Presbytère… (Париж)
- 1999 — La Route de la soie (Лозанна)
- 2000 — Enfant-roi (Версаль)
- 2001 — Tangos (Генуя)
- 2001 — Manos (Лозанна)
- 2002 — Mère Teresa et les enfants du monde
- 2003 — Ciao Federico, на честь Фелліні
- 2005 — L'Amour — La Danse
- 2006 — Zarathoustra
- 2007 — Le Tour du monde en 80 minutes
- 2007 — grazie Gianni con amore, пам'яти Джанні Версаче